# Carta della Terra
La Carta della Terra è una dichiarazione di principi etici fondamentali, approvata a livello internazionale, che si propone di costruire una giusta, sostenibile e pacifica società globale nel XXI secolo. Redatta sulla base di un processo di consultazione globale, ed approvata da organizzazioni rappresentative di milioni di persone, la Carta “ha lo scopo di ispirare in tutti i popoli un senso di interdipendenza globale e di responsabilità condivisa per il benessere di tutta la famiglia umana, della grande comunità della vita e delle generazioni future”[1]. Si appella all'umanità per promuovere una collaborazione globale in una svolta critica della storia. La visione etica della Carta della Terra suggerisce che la protezione dell'ambiente, i diritti umani, lo sviluppo umano equo e la pace sono interdipendenti ed indivisibili. Lo scopo della Carta è di fornire un nuovo quadro di riferimento per riflettere ed affrontare questi temi. La Carta è promossa dall'organizzazione non governativa Earth Charter Initiative.

## Storia
La Carta della Terra nacque nel 1987, quando la Commissione mondiale delle Nazioni Unite su sviluppo e ambiente raccomandò la stesura di una nuova Carta che guidasse la transizione verso lo sviluppo sostenibile. Nel 1992, in occasione del  Summit della Terra di  Rio de Janeiro, l'allora Segretario Generale Boutros Boutros-Ghali sollecitò nuovamente la stesura della Carta, la dichiarazione non fu ritenuta adatta. La Dichiarazione di Rio costituì la dichiarazione del consenso ottenibile in quel momento. Nel 1994, Maurice Strong e Mikhail Gorbachev,  rilanciarono la Carta della Terra come iniziativa della società civile, con l'ausilio del governo olandese. 

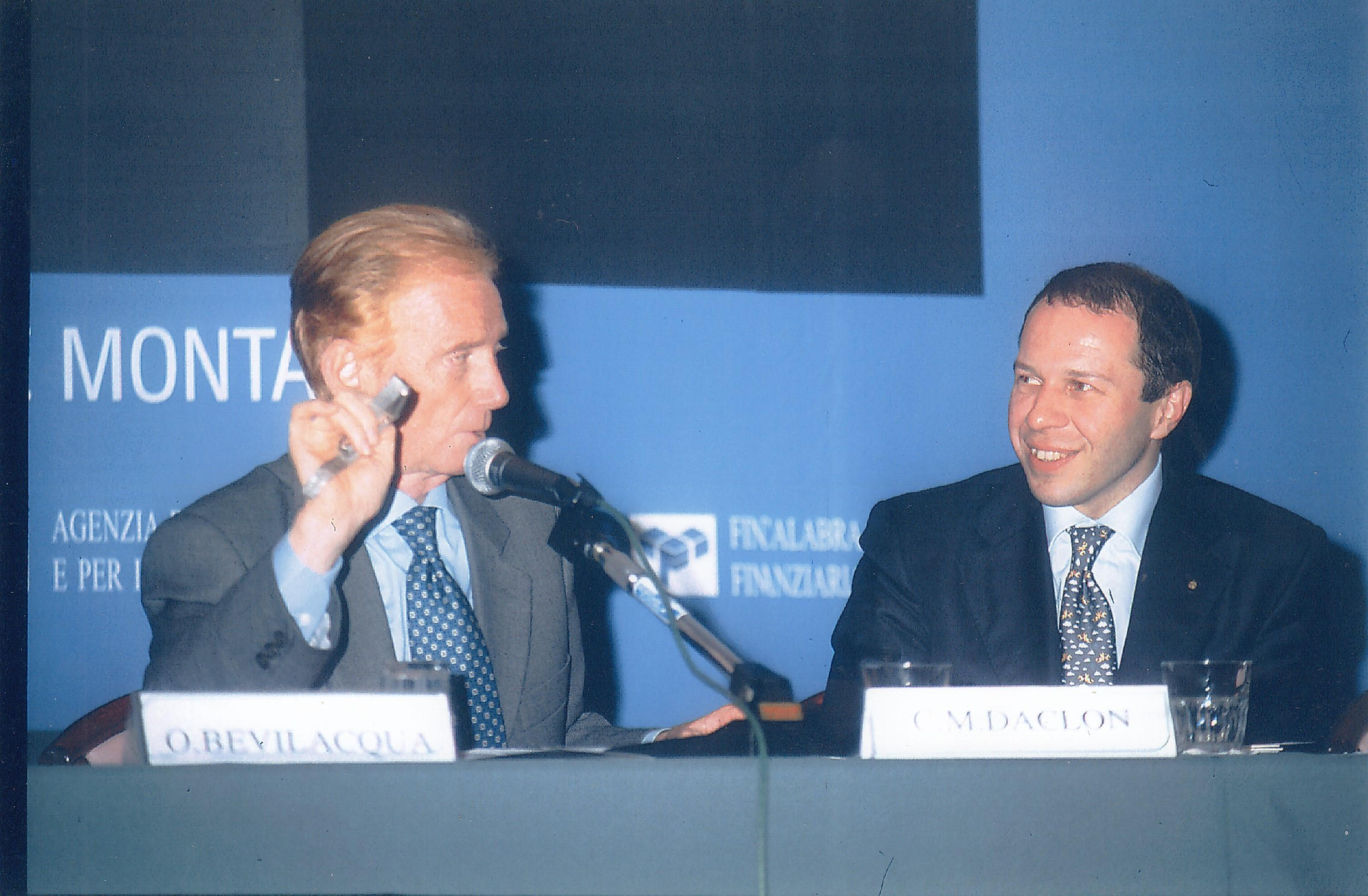
Osvaldo Bevilacqua intervista il Focal Point italiano della Carta della Terra, Corrado Maria Daclon, presso la FAO, 2002

Strong, sebbene non abbia ricoperto più incarichi presso organizzazioni legate alla Carta, ha prestato per lungo tempo consulenza e supporto al progetto. Il Focal Point italiano della Carta della Terra è il professor Corrado Maria Daclon, che è stato tra coloro che hanno lavorato alla ideazione e preparazione del Summit della Terra di Rio de Janeiro.

## Stesura
La stesura della carta avvenne nel corso di un processo di consultazione mondiale durato 6 anni (1994-2000), sotto la supervisione di una Commissione Carta della Terra indipendente, istituita da Strong e Gorbachev allo scopo di sviluppare un consenso globale su valori e princìpi per un futuro sostenibile. La Commissione svolge tuttora il ruolo di amministratore del testo della Carta della Terra.
Il testo finale della Carta della Terra venne approvato nel marzo 2000 durante il meeting internazionale della Commissione della Terra presso il quartier generale dell'UNESCO, a Parigi. Il suo lancio ufficiale venne celebrato con una cerimonia al Palazzo della Pace dell'Aia (Paesi Bassi). Alla cerimonia partecipò la regina Beatrice dei Paesi Bassi.

## Contenuti
Il documento consta di circa 2.400 parole ed è diviso in sezioni (definiti pilastri) che enunciano 16 princìpi fondamentali[3] contenenti 61 articoli. Il documento si apre con un preambolo e termina con una conclusione intitolata “Uno sguardo al futuro”.
Preambolo
“	Ci troviamo ad una svolta critica nella storia della Terra, in un momento in cui l'umanità deve scegliere il suo futuro. A mano a mano che il mondo diventa sempre più interdipendente e fragile, il futuro riserva allo stesso tempo grandi pericoli e grandi opportunità. Per progredire, dobbiamo riconoscere che, pur tra tanta straordinaria diversità di culture e di forme di vita, siamo un'unica famiglia umana e un'unica comunità terrestre con un destino comune. Dobbiamo unirci per costruire una società globale sostenibile fondata sul rispetto per la natura, i diritti umani universali, la giustizia economica ed una cultura di pace. A questo scopo, è imperativo che noi tutti, popoli della Terra, dichiariamo le nostre responsabilità gli uni verso gli altri, nei confronti della grande comunità degli esseri viventi e delle generazioni future.[4] 	”
Princìpi
I 4 pilastri e i 16 princìpi della Carta della Terra sono:[4]
I.Rispetto e cura per la Comunità della Vita
1. Rispetta la Terra e la vita, in tutta la sua diversità.
2. Prenditi cura della comunità vivente con comprensione, compassione e amore.
3. Costruisci società democratiche che siano giuste, partecipative, sostenibili e pacifiche.
4. Tutela i doni e la bellezza della Terra per le generazioni presenti e future.
II. Integrità Ecologica
5. Proteggi e restaura l'integrità dei sistemi ecologici terrestri, con speciale riguardo alla diversità biologica ed ai processi naturali che sostentano la vita.
6. Previeni il danno come migliore misura di protezione ambientale e, quando le conoscenze sono limitate, sii cauto.
7. Adotta sistemi di produzione, consumo e riproduzione che conservino la capacità rigenerativa della Terra, i diritti umani e il benessere delle comunità.
8. Sviluppa lo studio della sostenibilità ecologica e promuovi il libero scambio e l'applicazione diffusa delle conoscenze così acquisite.
III. Giustizia Economica e Sociale
9. Elimina la povertà: un imperativo etico, sociale ed ambientale.
10. Assicurati che le attività economiche e le istituzioni promuovano a tutti i livelli lo sviluppo umano in modo equo e sostenibile.
a.Promuovi l'equa distribuzione della ricchezza all'interno delle nazioni e tra le nazioni.
b.	Accresci le risorse intellettuali, finanziarie, tecniche e sociali a disposizione dei Paesi in via di sviluppo, liberandoli dall'oneroso debito internazionale.
c.	Assicurati che il commercio promuova un uso sostenibile delle risorse, la tutela dell'ambiente e standard di lavoro ottimali.
d.	Richiedi alle corporazioni multinazionali e alle organizzazioni finanziarie internazionali di agire in modo trasparente per il bene comune e chiamale a rispondere delle conseguenze delle loro attività.
11. Afferma l'uguaglianza tra i sessi e la giustizia come essenziali per lo sviluppo sostenibile e garantisci l'accesso universale all'istruzione, all'assistenza sanitaria e alle opportunità economiche.
12. Sostieni senza alcuna discriminazione i diritti di tutti a un ambiente naturale e sociale capace di sostenere la dignità umana, la salute fisica e il benessere spirituale, con speciale riguardo per i diritti delle popolazioni indigene e delle minoranze.
IV. Democrazia, Non Violenza e Pace
13. Rafforza le istituzioni democratiche a tutti i livelli e garantisci trasparenza e responsabilità a livello amministrativo, compresa la partecipazione ai processi decisionali e l'accesso alla giustizia.
14. Integra nell'istruzione formale e nella formazione permanente le conoscenze, i valori e le capacità necessarie per un modo di vivere sostenibile.
15. Tratta ogni essere vivente con rispetto e considerazione.
16. Promuovi una cultura della tolleranza, della non violenza e della pace.

## Reazioni
La Carta è stata formalmente approvata da organizzazioni rappresentative di milioni di persone, compresa l'UNESCO[5], da oltre 250 università nel mondo[6], dall'Unione internazionale per la conservazione della natura, dal Territorio Nazionale della Capitale di Delhi (India)[7], dalla U.S. Conference of Mayors del 2001[8] e da dozzine di organizzazioni studentesche.[9]
Molti gruppi appartenenti a diversi credi religiosi supportano la Carta della Terra, come la Unitarian Universalist Association of Congregations, che rappresenta oltre 1000 congregazioni religiose affiliate negli Stati Uniti[10]. La comunità religiosa indiana Baha'i Faith ha affermato che “sebbene non abbia approvato ufficialmente la Carta della Terra, la comunità internazionale Baha'i Faith considera l'impegno per la sua stesura e le attività a supporto dei suoi obiettivi essenziali come altamente lodevoli e continuerà a partecipare alle attività connesse come conferenze, forum e simili"[11]. Il World Patheist Movement, che supporta una visione naturalistica della religione, ha approvato il progetto[12]. L'organizzazione cattolica statunitense Leadership Conference of Women Religious ha approvato il progetto nel 2004.[13] La Diocesi di Newark (New Jersey, USA), un'organizzazione cristiana episcopale, ha recentemente approvato la Carta della Terra.[14]
Il sindaco di Tainan, città di 750.000 abitanti nel distretto di Taiwan, ha approvato la Carta nel 2007.[15] Il progetto è stato approvato dalle città di Corvallis (Oregon, USA), Berkeley (California, USA), Pickering (Canada) e da 21 città del Vermont (USA)[16][17][18], mentre altre 9 città del Vermont hanno respinto misure in conflitto con la Carta della Terra.[19]
La Carta è stata anche approvata da Ingegneria senza frontiere, un'associazione internazionale la cui missione è di aiutare i propri membri nell'assistenza alle comunità povere nei loro rispettivi paesi e nel resto del mondo[20]. Il Partito Ambientalista del Botswana supporta il progetto.[21] L'African Conservation Foundation considera il movimento Carta della Terra come un “partner”.[22]
Nel Regno Unito, il Bournemouth Borough Council ha approvato la Carta nel 2008.
La Carta ha ricevuto opposizione da parte di diversi gruppi. Per esempio, negli Stati Uniti, i membri di alcuni gruppi religiosi, come il Religious Right, hanno contestato il documento sulla base del fatto che è laico e sposa il socialismo. Inoltre, le flange più conservatrici citano un commento informale di Mikhail Gorbachev secondo cui il documento è "una sorta di Dieci Comandamenti” e sottolineano il fatto che, in occasione del Summit mondiale sullo sviluppo sostenibile tenutosi a Johannesburg, Sudafrica, una copia del documento venne simbolicamente posta in un'“Arca della Speranza”, un progetto indipendente dell'artista statunitense Sally Linder. Alcuni teorici della cospirazione obiettano che i fondatori della Carta della Terra stanno tentando di creare un Super-Stato globale per adottare la Carta.
Nel suo materiale informativo, Earth Charter International (ECI), l'organizzazione responsabile della promozione della Carta, afferma che la Carta della Terra rispetta ed include ogni tradizione religiosa ed obietta che la Carta in sé non fa dichiarazioni a sostegno di queste affermazioni di intenti per sostituire qualunque religione del mondo o creare un governo mondiale. L'ECI asserisce che la Carta è una dichiarazione di valori etici comuni a favore della sostenibilità, che riconosce le responsabilità condivise dell'umanità nei confronti della Terra e di tutti gli uomini.[23]